# فهرست کشورها بر پایه سرانه صادرات
این فهرست کشورها بر پایه سرانه صادرات است. 
| رتبه | کشور                  | سرانه صادرات (دلار امریکا) |
| ---- | --------------------- | -------------------------- |
| ۱    | هنگ کنگ               | ۴۵٬۵۷۴ (۲۰۰۹ تخمین)        |
| ۲    | سنگاپور               | ۴۵٬۳۰۲ (۲۰۰۹ تخمین)        |
| ۳    | امارات متحده عربی     | ۳۷٬۲۰۰ (۲۰۰۹ تخمین)        |
| ۴    | هلند                  | ۲۵٬۱۰۰ (۲۰۰۹ تخمین)        |
| ۵    | نروژ                  | ۲۴٬۵۶۴ (۲۰۰۹ تخمین)        |
| ۶    | جمهوری ایرلند         | ۲۴٬۰۰۰ (۲۰۰۹ تخمین)        |
| ۷    | بلژیک                 | ۲۳٬۴۸۵ (۲۰۰۹ تخمین)        |
| ۸    | سوئیس                 | ۲۲٬۲۳۰ (۲۰۰۹ تخمین)        |
| ۹    | ایسلند                | ۲۱٬۵۰۰ (۲۰۰۹ تخمین)        |
| ۱۰   | اسلوونی               | ۱۶٬۶۴۰ (۲۰۰۹ تخمین)        |
| ۱۱   | اتریش                 | ۱۶٬۳۰۰ (۲۰۰۹ تخمین)        |
| ۱۲   | کویت                  | ۱۶٬۲۳۰ (۲۰۰۹ تخمین)        |
| ۱۳   | دانمارک               | ۱۵٬۹۰۰ (۲۰۰۹ تخمین)        |
| ۱۴   | اسلواکی               | ۱۴٬۵۷۰ (۲۰۰۹ تخمین)        |
| ۱۵   | آلمان                 | ۱۴٬۱۶۹ (۲۰۰۹ تخمین)        |
| ۱۶   | سوئد                  | ۱۳٬۹۲۴ (۲۰۰۹ تخمین)        |
| ۱۷   | ترینیداد و توباگو     | ۱۲٬۷۰۰ (۲۰۰۹ تخمین)        |
| ۱۸   | پورتوریکو (USA)       | ۱۱٬۹۰۰                     |
| ۱۹   | عمان                  | ۱۱٬۷۰۰ (۲۰۰۹ تخمین)        |
| ۲۰   | فنلاند                | ۱۰٬۷۶۶ (۲۰۰۹ تخمین)        |
| ۲۱   | جمهوری چک             | ۱۰٬۷۰۰ (۲۰۰۹ تخمین)        |
| ۲۲   | لیبی                  | ۱۰٬۱۰۰ (۲۰۰۹ تخمین)        |
| ۲۳   | استونی                | ۹٬۸۲۰ (۲۰۰۹ تخمین)         |
| ۲۴   | کانادا                | ۹٬۴۳۰ (۲۰۰۹ تخمین)         |
| ۲۵   | تایوان (Taiwan)       | ۸٬۸۰۰ (۲۰۰۹ تخمین)         |
| ۲۶   | مجارستان              | ۷٬۸۶۰ (۲۰۰۹ تخمین)         |
| ۲۷   | کره جنوبی             | ۷٬۷۰۰ (۲۰۰۹ تخمین)         |
| ۲۸   | لیتوانی               | ۷٬۲۵۰ (۲۰۰۹ تخمین)         |
| ۲۹   | فرانسه                | ۷٬۲۰۰ (۲۰۰۹ تخمین)         |
| ۳۰   | اسرائیل               | ۷٬۰۶۰ (۲۰۰۹ تخمین)         |
| ۳۱   | عربستان سعودی         | ۶٬۹۶۵ (۲۰۰۹ تخمین)         |
| ۳۲   | ایتالیا               | ۶٬۸۲۵ (۲۰۰۹ تخمین)         |
| ۳۳   | استرالیا              | ۶٬۸۰۰ (۲۰۰۹ تخمین)         |
| ۳۴   | نیوزیلند              | ۶٬۷۲۵ (۲۰۰۹ تخمین)         |
| ۳۵   | گابن                  | ۶٬۵۰۰ (۲۰۰۹ تخمین)         |
| ۳۶   | بریتانیا              | ۵٬۷۸۰ (۲۰۰۹ تخمین)         |
| ۳۷   | مالزی                 | ۵٬۵۶۰ (۲۰۰۹ estimate)      |
| ۳۸   | پرتغال                | ۵٬۴۵۰ (۲۰۰۹ estimate)      |
| ۳۹   | اسپانیا               | ۴٬۷۵۰ (۲۰۰۹ estimate)      |
| ۴۰   | ژاپن                  | ۴٬۲۵۰ (۲۰۰۹ estimate)      |
| ۴۱   | قزاقستان              | ۴٬۰۵۰ (۲۰۰۹ estimate)      |
| ۴۲   | شیلی                  | ۴٬۰۰۰ (۲۰۰۹ estimate)      |
| ۴۳   | آنگولا                | ۳٬۸۰۰ (۲۰۰۹ estimate)      |
| ۴۴   | لتونی                 | ۳٬۷۵۰ (۲۰۰۹ estimate)      |
| ۴۵   | لهستان                | ۳٬۵۰۰ (۲۰۰۹ estimate)      |
| ۴۶   | ایالات متحده آمریکا   | ۳٬۳۷۵ (۲۰۰۹ estimate)      |
| ۴۷   | بلاروس                | ۳٬۳۵۰ (۲۰۰۹ estimate)      |
| ۴۸   | پاناما                | ۳٬۱۲۰ (۲۰۰۹ estimate)      |
| ۴۹   | بلغارستان             | ۲٬۹۶۰ (۲۰۰۹ estimate)      |
|      | اتحادیه اروپا         | ۲٬۸۸۰                      |
| ۵۰   | بوتسوانا              | ۲٬۸۵۰ (۲۰۰۹ estimate)      |
| ۵۱   | رومانی                | ۲٬۸۰۰ (۲۰۰۹ estimate)      |
| ۵۱   | کرواسی                | ۲٬۸۰۰ (۲۰۰۹ estimate)      |
| ۵۳   | یونان                 | ۲٬۴۲۵ (۲۰۰۹ estimate)      |
| ۵۴   | تایلند                | ۲٬۲۶۶ (۲۰۰۹ estimate)      |
| ۵۵   | روسیه                 | ۲٬۱۵۰ (۲۰۰۹ estimate)      |
| ۵۵   | مقدونیه شمالی         | ۲٬۱۵۰ (۲۰۰۹ estimate)      |
| ۵۷   | کاستاریکا             | ۲٬۱۲۵ (۲۰۰۹ estimate)      |
| ۵۸   | الجزایر               | ۲٬۱۰۰ (۲۰۰۹ estimate)      |
| ۵۹   | مکزیک                 | ۲٬۰۰۰                      |
| ۶۰   | ترکمنستان             | ۱٬۹۰۰ (۲۰۰۹ estimate)      |
| ۶۱   | تونس                  | ۱٬۹۰۰ (۲۰۰۹ estimate)      |
| ۶۲   | موریس                 | ۱٬۸۵۰ (۲۰۰۹ estimate)      |
| ۶۳   | آرژانتین              | ۱٬۸۲۵ (۲۰۰۹ estimate)      |
| ۶۴   | ونزوئلا               | ۱٬۸۰۰ (۲۰۰۹ estimate)      |
| ۶۴   | اروگوئه               | ۱٬۸۰۰ (۲۰۰۹ estimate)      |
| ۶۶   | ترکیه                 | ۱٬۵۳۰ (۲۰۰۹ estimate)      |
| ۶۷   | اسواتینی              | ۱٬۵۰۰ (۲۰۰۹ estimate)      |
| ۶۸   | اوکراین               | ۱٬۴۰۰ (۲۰۰۹ estimate)      |
| ۶۹   | آفریقای جنوبی         | ۱٬۳۶۰ (۲۰۰۹ estimate)      |
| ۷۰   | نامیبیا               | ۱٬۳۵۰ (۲۰۰۹ estimate)      |
| ۷۱   | اردن                  | ۱٬۰۰۸ (۲۰۰۹ estimate)      |
| ۷۲   | ایران                 | ۹۳۴ (۲۰۰۹ estimate)        |
| ۷۳   | جمهوری آذربایجان      | ۷۲۷                        |
| ۷۴   | فیلیپین               | ۷۰۴                        |
| ۷۵   | بوسنی و هرزگوین       | ۶۹۱                        |
| ۷۶   | جمهوری دومینیکن       | ۶۵۴                        |
| ۷۷   | اکوادور               | ۶۳۶                        |
| ۷۸   | عراق                  | ۶۱۷                        |
| ۷۹   | جامائیکا              | ۶۰۱                        |
| ۸۰   | چین                   | ۵۷۲                        |
| ۸۱   | پرو                   | ۵۷۰                        |
| ۸۲   | صربستان و مونته‌نگرو   | ۵۲۷                        |
| ۸۳   | السالوادور            | ۵۲۱                        |
| ۸۴   | پاراگوئه              | ۵۰۸                        |
| ۸۵   | کلمبیا                | ۵۰۶                        |
| ۸۶   | لبنان                 | ۴۹۸                        |
| ۸۷   | برزیل                 | ۴۹۷                        |
| ۸۸   | پاپوآ گینه نو         | ۴۸۱                        |
| ۸۹   | نیجریه                | ۳۹۷                        |
| ۹۰   | اندونزی               | ۳۷۵                        |
| ۹۱   | مراکش                 | ۳۷۳                        |
| ۹۲   | ویتنام                | ۳۷۲                        |
| ۹۳   | ساحل عاج              | ۳۵۷                        |
| ۹۴   | لسوتو                 | ۳۳۶                        |
| ۹۵   | سوریه                 | ۳۳۳                        |
| ۹۶   | مغولستان              | ۳۲۲                        |
| ۹۷   | گرجستان               | ۳۱۳                        |
| ۹۸   | گواتمالا              | ۳۱۳                        |
| ۹۹   | سری‌لانکا              | ۳۱۱                        |
| ۱۰۰  | چاد                   | ۳۰۹                        |
| ۱۰۱  | یمن                   | ۳۰۵                        |
| ۱۰۲  | نیکاراگوئه            | ۲۸۲                        |
| ۱۰۳  | لیبریا                | ۲۷۷                        |
| ۱۰۴  | ارمنستان              | ۲۶۵                        |
| ۱۰۵  | بولیوی                | ۲۵۸                        |
| ۱۰۶  | موریتانی              | ۲۵۵                        |
| ۱۰۷  | مولدووا               | ۲۴۷                        |
| ۱۰۸  | هندوراس               | ۲۴۰                        |
| ۱۰۹  | آلبانی                | ۲۲۷                        |
| ۱۱۰  | کوبا                  | ۲۱۲                        |
| ۱۱۱  | ازبکستان              | ۲۰۲                        |
| ۱۱۲  | کامرون                | ۱۹۸                        |
| ۱۱۳  | مصر                   | ۱۹۴                        |
| ۱۱۴  | سودان                 | ۱۹۳                        |
| ۱۱۵  | کامبوج                | ۱۸۹                        |
| ۱۱۶  | زامبیا                | ۱۶۷                        |
| ۱۱۷  | تاجیکستان             | ۱۴۶                        |
| ۱۱۸  | فلسطین                | ۱۴۶                        |
| ۱۱۹  | قرقیزستان             | ۱۴۴                        |
| ۱۲۰  | غنا                   | ۱۳۲                        |
| ۱۲۱  | سنگال                 | ۱۳۱                        |
| ۱۲۲  | زیمبابوه              | ۱۲۶                        |
| ۱۲۳  | توگو                  | ۱۲۵                        |
| ۱۲۴  | بنین                  | ۹۸                         |
| ۱۲۵  | پاکستان               | ۹۴                         |
| ۱۲۶  | کنیا                  | ۹۳                         |
| ۱۲۷  | گامبیا                | ۹۲                         |
| ۱۲۸  | موزامبیک              | ۸۵                         |
| ۱۲۹  | بوتان (کشور)          | ۷۱                         |
| ۱۳۰  | هند                   | ۶۹                         |
| ۱۳۱  | بنگلادش               | ۶۶                         |
| ۱۳۲  | گینه                  | ۶۵                         |
| ۱۳۳  | لائوس                 | ۶۴                         |
| ۱۳۴  | کره شمالی             | ۵۷                         |
| ۱۳۵  | ماداگاسکار            | ۵۱                         |
| ۱۳۶  | میانمار               | ۵۰                         |
| ۱۳۷  | هائیتی                | ۴۶                         |
| ۱۳۸  | تانزانیا              | ۴۱                         |
| ۱۳۹  | سیرالئون              | ۳۳                         |
| ۱۴۰  | جمهوری آفریقای مرکزی  | ۳۲                         |
| ۱۴۱  | بورکینافاسو           | ۳۰                         |
| ۱۴۲  | سومالی                | ۲۹                         |
| ۱۴۳  | مالاوی                | ۲۸                         |
| ۱۴۴  | اوگاندا               | ۲۷                         |
| ۱۴۵  | مالی                  | ۲۴                         |
| ۱۴۶  | نپال                  | ۲۳                         |
| ۱۴۷  | جمهوری دموکراتیک کنگو | ۱۹                         |
| ۱۴۸  | نیجر                  | ۱۶                         |
| ۱۴۹  | افغانستان             | ۱۶                         |
| ۱۵۰  | رواندا                | ۱۱                         |
| ۱۵۱  | اتیوپی                | ۸                          |
| ۱۵۲  | اریتره                | ۸                          |
| ۱۵۳  | بوروندی               | ۷                          |
| ۱۵۴  | نائورو                | ۵                          |